# 카이 (1994년)
카이(본명: 김종인), (한국 한자: 金鍾仁) 1994년 1월 14일 ~ )는 대한민국의 가수이자 배우로 SM 엔터테인먼트 소속의 대한민국의 보이 그룹 EXO의 서브래퍼, 메인댄서, 센터를 맡고 있다.,슈퍼엠의 메인댄서, 서브래퍼를 맡고 있다.

## 생애
1994년 1월 14일에 전라남도 순천시에서 태어났다. 가족으로는 어머니, 누나 2명이 있다. 부모님은 카이에게 태권도와 피아노를 배우기를 원했지만, 초등학교 3학년 때부터 발레 훈련을 시작했다. 이후 초등학교 4학년 때 재즈 댄스를 배우기 시작했다.

### 2011년 ~ 2015년, 데뷔

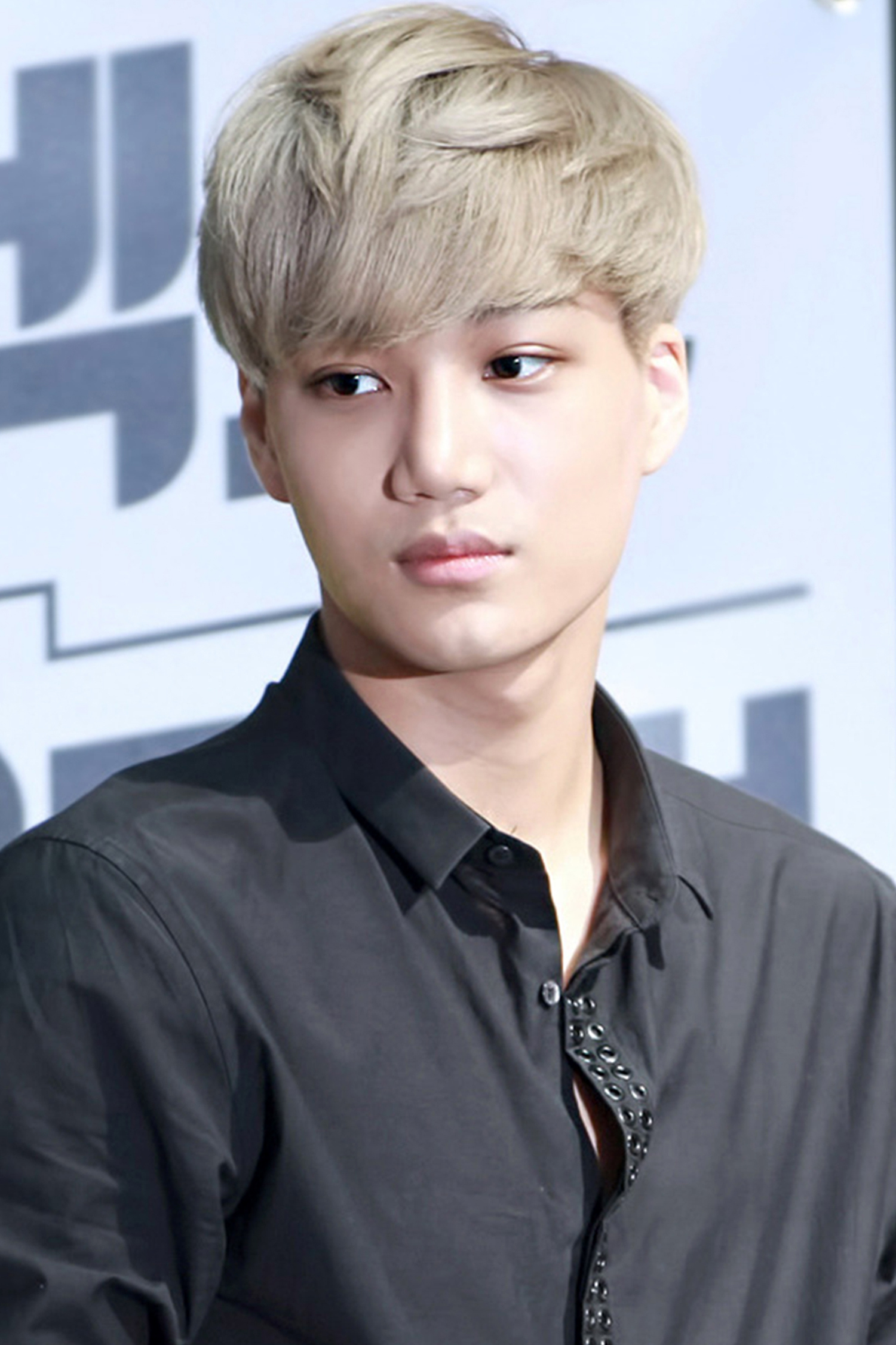
2013년의 카이

2007년 아버지의 권유로 제10회 《SM 청소년 베스트 선발 대회》 "댄스 짱" 수상을 계기로 SM 엔터테인먼트의 연습생이 되었다. 약 5년간의 연습기간을 거친 후 EXO의 첫 번째 멤버로 공개가 되었다. 연습생 시절 현재 팀의 멤버인 찬열, 수호와 함께 삼성이 주도한 '하하하 캠페인' 동방신기의 연습실편에 연습생으로 출연하였다. 이후 2011년 12월 29일 SBS 가요대전에 출연해 루한, 첸, 타오와 함께 첫 TV 공연을 했다. 이후 2012년 4월에 EXO로 정식 데뷔했다.
2012년 10월 카이는 'PYL 유니크 유닛'에 참여했다..

## 데뷔 이전 활동
- 2008년 12월 삼성 하하하 캠페인 광고 동방신기 편 (수호, 찬열, 카이)
- 2011년 12월 29일 《SBS 가요대전》 참여 첸, 카이)

## 음반 활동
- 2012년 Younique Unit 멤버로 현대자동차 벨로스터 주제곡 <MAXSTEP> 참여 (카이, 루한)
- 2012년 S.M. The Performance 멤버로 디지털 싱글 <Spectrum> 참여 (카이, 레이)
- 2014년 태민의 첫번째 솔로앨범 <ACE> 에 수록된 Pretty boy 피쳐링
- 2020년 첫번째 솔로앨범 <KAI (开)> 발매
- 2021년 두번째 솔로앨범 <Peaches>발매

## 음반 외 활동

### 방송
- KBS2 《불후의 명곡 전설을 노래하다》 (2013년 9월 14일)
- MBC every1 《EXO의 쇼타임》 (2013년 11월 13일 ~ 2014년 1월 19일)[8]
- 2014년 SBS 스페셜 《1만 시간의 법칙》
- Mnet 《뜨거운 순간 xoxo, EXO》 (2014년 5월 9일 ~ 5월 30일)
- Mnet 《EXO 90:2014》 (2014년 8월 15일 ~ 10월 31일)
- KBS2 《으라차차 만수로》 (2019년)
- MBC 《나 혼자 산다》 (2020년 11월 20일)
- tvN 《놀라운 토요일》 (2020년 7월 25일, 11월 21일, 11월 28일)
- tvN 《식스센스2》 (2021년 7월 9일)
- tvN 우도주막 (2021년 7월 12일~2021년9월6일)
- SBS 《꼬리에 꼬리를 무는 그날 이야기》 (2021) - 게스트
- 넷플릭스 《신세계로부터》 (2021년 11월 20일 ~)

### MC
- 2012년 5월 27일 SBS 《인기가요》 스페셜 MC
- 2013년 8월 11일 SBS 《인기가요》 스페셜 MC
- 2013년 11월 14일 《멜론뮤직어워드》 MC[9]

### 라디오
- 스페셜 DJ
  - 2013년 11월 7일 KBS 2FM 《슈퍼주니어의 Kiss the Radio》
  - 2015년 10월 7일 SBS 《이국주의 영스트리트》
  - 2016년 7월 4일 KBS 2FM 《슈퍼주니어의 Kiss the Radio》

### 드라마
- 2015년 네이버 TV 웹드라마 《우리 옆집에 엑소가 산다》 - 카이 역
- 2016년 네이버 TV 웹드라마 《초코뱅크》 - 김은행 역
- 2016년 네이버 TV 웹드라마 《첫 키스만 일곱번째》 - 카이 역
- 2017년 KBS1 드라마 《안단테》 - 이시경 역
- 2018년 WOWOW 드라마 《봄이왔다》 - 이지원 역
- 2018년 KBS2 드라마 《우리가 만난 기적》 - 아토 역

### 홍보대사
- 2012년 12월 대한적십자 RCY 홍보대사
- 2014년 2월 서울특별시 강남구 홍보대사
- 2019년 9월 구찌, 국내최초 글로벌 엠버서더
- 2021년 3월 블랙야크 BCC모델 발탁
- 2021년 9월 서울패션위크 홍보대사 발탁

## 팬미팅

### KAI BIRTHDAY PARTY
| 개최일          | 도시 | 국가     | 개최지         |
| --------------- | ---- | -------- | -------------- |
| 2017년 1월 15일 | 서울 | 대한민국 | SMTOWN THEATER |
| 2018년 1월 13일 | 서울 | 대한민국 | SMTOWN THEATER |
| 2019년 1월 13일 | 서울 | 대한민국 | SMTOWN THEATER |
| 2020년 1월 11일 | 서울 | 대한민국 | SMTOWN THEATER |

### 2023 HAPPY KAI-DAY
| 개최일          | 도시 | 국가     | 개최지          |
| --------------- | ---- | -------- | --------------- |
| 2023년 1월 10일 | 서울 | 대한민국 | YES24 라이브 홀 |

## 수상 및 후보
| 연도 | 시상식                   | 부문                        | 작품             | 결과 |
| ---- | ------------------------ | --------------------------- | ---------------- | ---- |
| 2018 | 제13회 숨피 어워즈       | 최고의 아이돌 배우상        | 안단테           | 후보 |
| 2018 | KBS 연기대상             | 남자 신인상                 | 우리가 만난 기적 | 후보 |
| 2018 | KBS 연기대상             | 베스트 커플상 (with 라미란) | 우리가 만난 기적 | 후보 |
| 2022 | 제1회 청룡 시리즈 어워즈 | 신인 남자 예능인상          | 신세계로부터     | 수상 |

### 가요 프로그램 1위
| 연도            | 수상 내역 (총 2회)                                                                            |
| --------------- | --------------------------------------------------------------------------------------------- |
| 2023년 (총 2회) | - Rover (총 2회) - 3월 24일 KBS2 《뮤직뱅크》 K-Chart 1위 - 3월 25일 MBC 《쇼! 음악중심》 1위 |